# Torneo Acropolis 2004
Il Torneo Acropolis 2004 si è svolto dal 26 al 28 luglio 2004.

Gli incontri si sono svolti nell'impianto "Sporthalle" di Glyfada, a sud di Atene, a causa del rimodernamento dell'Olympiahalle, in vista delle Olimpiadi del mese seguente.
La manifestazione ha visto l'affermazione, per la prima volta nella storia di questo Torneo, della Lituania.

## Squadre partecipanti
1. Brasile
2. Grecia
3. Italia
4. Lituania

## Risultati
| Glyfada 26 luglio | Lituania | 88 – 67 | Italia | Sporthalle |

| Glyfada 26 luglio | Grecia | 105 – 61 | Brasile | Sporthalle |

| Glyfada 27 luglio | Lituania | 110 – 93 | Brasile | Sporthalle |

| Glyfada 27 luglio | Grecia | 70 – 71 | Italia | Sporthalle |

| Glyfada 28 luglio | Italia | 83 – 76 | Brasile | Sporthalle |

| Glyfada 28 luglio | Grecia | 65 – 64 | Lituania | Sporthalle |

## Classifica Finale
| -  | Team     | PT | V - P | PF - PS   |
| -- | -------- | -- | ----- | --------- |
| 1. | Lituania | 4  | 2 - 1 | 262 - 225 |
| 2. | Grecia   | 4  | 2 - 1 | 240 - 196 |
| 3. | Italia   | 4  | 2 - 1 | 221 - 234 |
| 4. | Brasile  | 0  | 0 - 3 | 230 - 298 |

## MVP
| Titolo | Giocatore           |
| ------ | ------------------- |
| MVP    | Nikos Chatzīvrettas |